# Географія Таджикистану
Таджикистан — центральноазійська країна, що знаходиться в глибині континенту, в передгір'ях Паміру й не має виходу до вод Світового океану . Загальна площа країни 143 100 км² (96-те місце у світі), з яких на суходіл припадає 141 510 км², а на поверхню внутрішніх вод — 2 590 км². Площа країни у 4 рази менша за площу України. Це найменша за площею країна регіону. 

## Етимологія
Офіційна назва — Республіка Таджикистан, Таджикистан (тадж. Ҷумҳурии Тоҷикистон, Тоҷикистон; перс. جمهوری تاجیکستان‎ — Чомхурі Тоджикистон). Назва країни походить від етноніму таджиків і перського форманту «стан», що означає землю, край, країну, тобто означає Землю таджиків. Корінь етноніму таджиків, слово «тодж» походить від перс. تاج, що означає корона. Інше імовірне походження від тибетського екзоніму (тиб. Tag Dzig), так тибетці називають всіх персів. Водночас це слово тибетською означає також тигр, леопард. Предки таджиків називали свою країну Ар'янам Ваєджа, від авест. airyanam (середньоперською — Erān, тадж. Ерон), що перекладається як Країна аріїв.

## Географічне положення

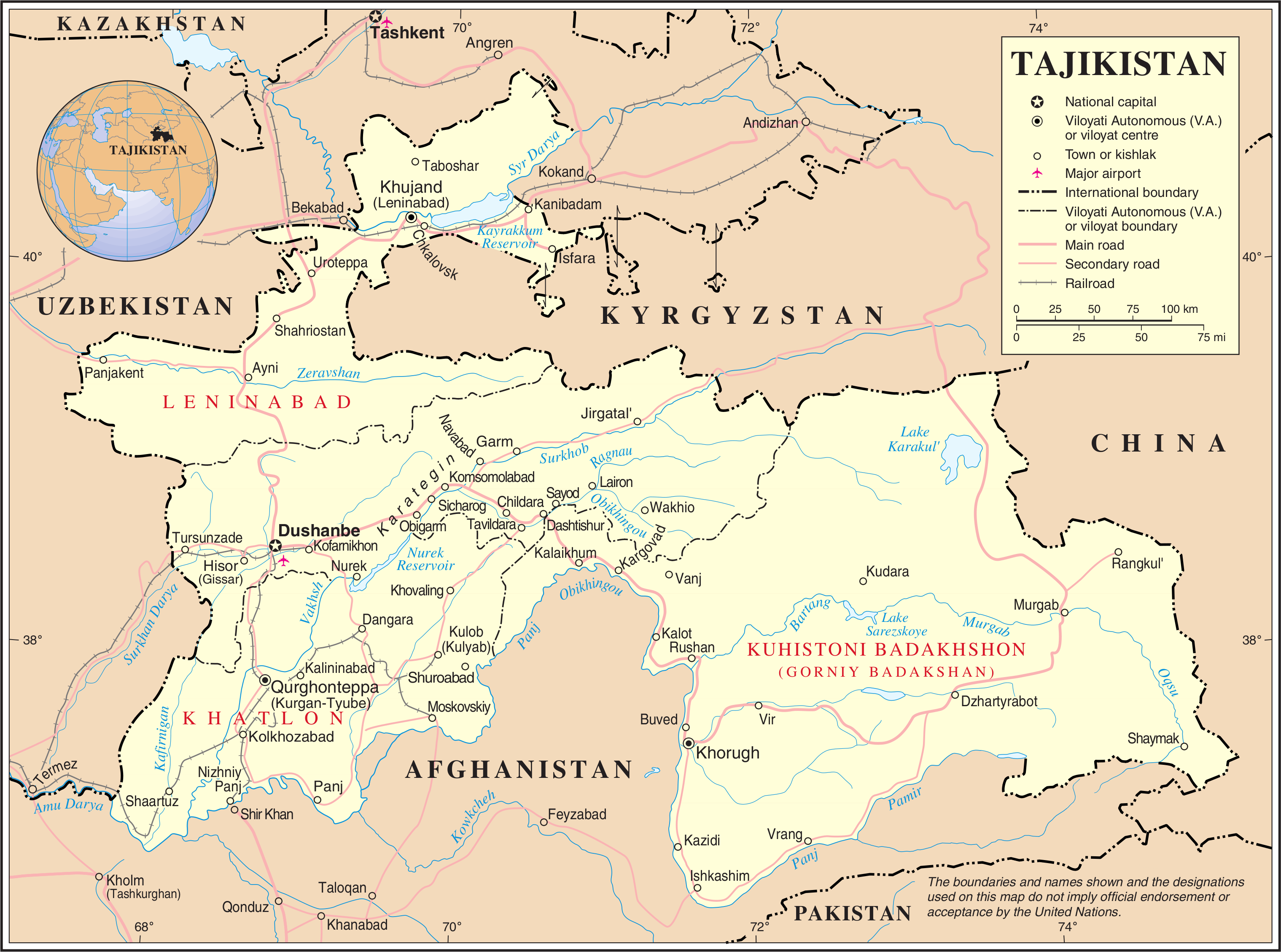
Карта Таджикистану від ООН

Таджикистан — центральноазійська  країна, що межує з чотирма іншими країнами: на півночі — з Киргизстаном (спільний кордон — 984 км), на заході й півночі — з Узбекистаном (1312 км), на півдні — з Афганістаном (1357 км), на сході — з Китаєм (477 км). Загальна довжина державного кордону — 4130 км. Країна не має виходу до вод Світового океану.

### Час
Час у Таджикистані: UTC+5 (+3 години різниці часу з Києвом).

## Рельєф
93 % території країни займають хребти Тянь-Шаню і Паміру; близько 50 % поверхні знаходиться вище 3000 м. Середні висоти — 3186 м.
На півночі знаходиться західна частина Ферганської долини, обмежена з півночі гірськими хребтами висотою до 3769 м. У центральній частині країни розташовані хребти: Туркестанський (до 5509 м), Зеравшанський (до 5489 м) і Гіссарський (до 4491 м). Східну, найбільш високу частину країни, займають хребти Паміру з висотами понад 7000 м.  Гори розчленовані міжгірними улоговинами і долинами, в яких зосереджені основна маса населення і господарська діяльність. Найвища точка — пік Ісмаїла Самані (7495 м).
Найнижча місцевість Таджикистану (290 м) знаходиться на північний захід від дехи (села) Фармонкал'а (раніше Фармонкьорґан) джамоату (сільської громади) Хуррамзамін (раніше Фармонкьорґан) Спітаменської нохії (району) Согдійського вілояту (області).

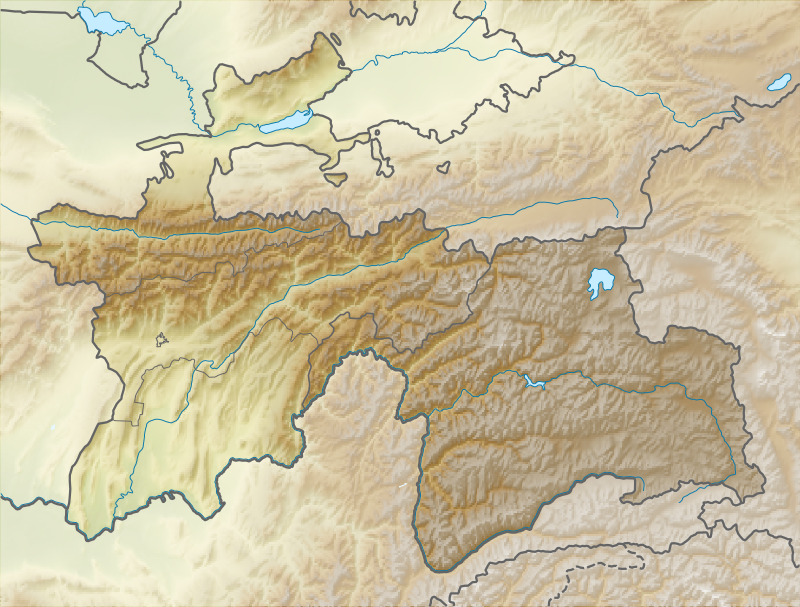
Рельєф Таджикистану
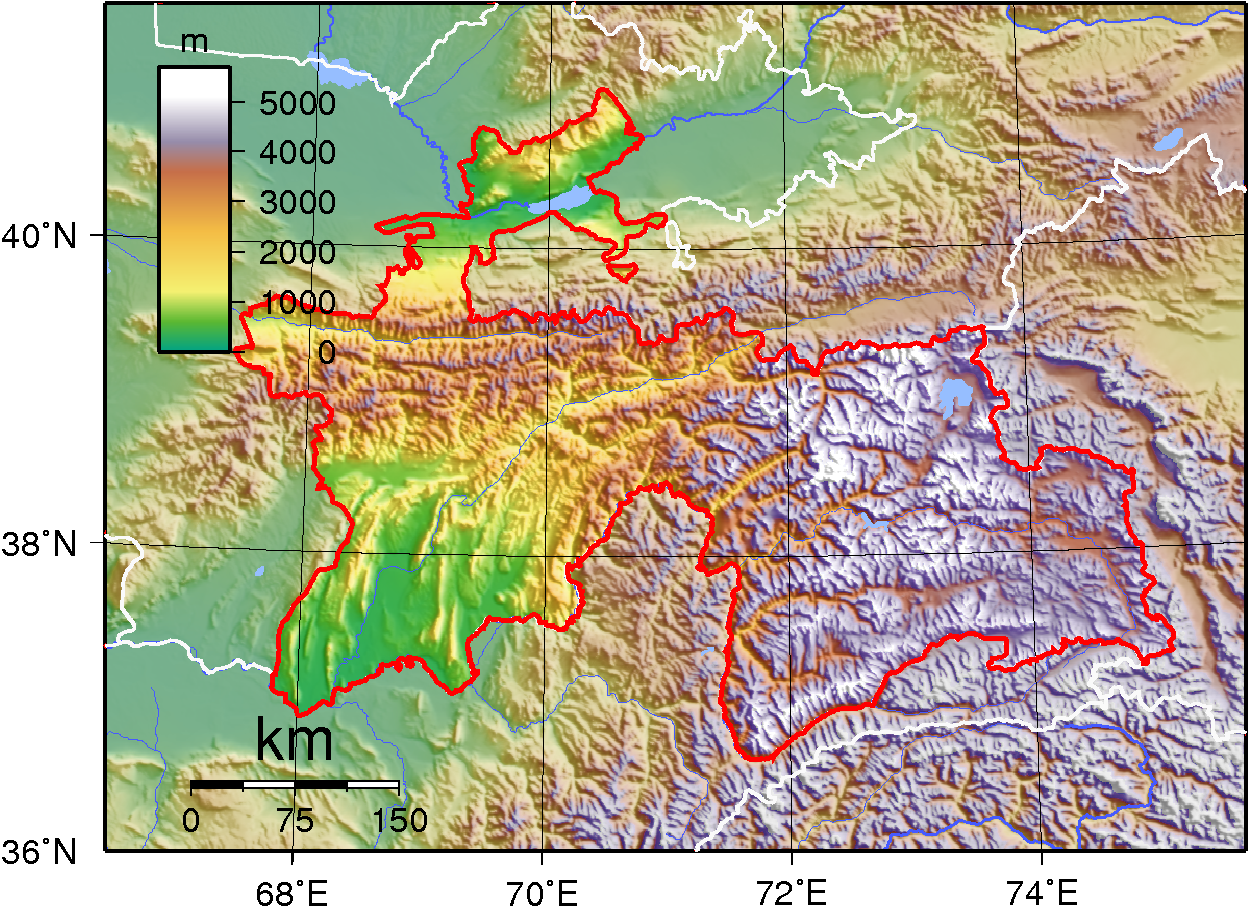
Гіпсометрична карта Таджикистану
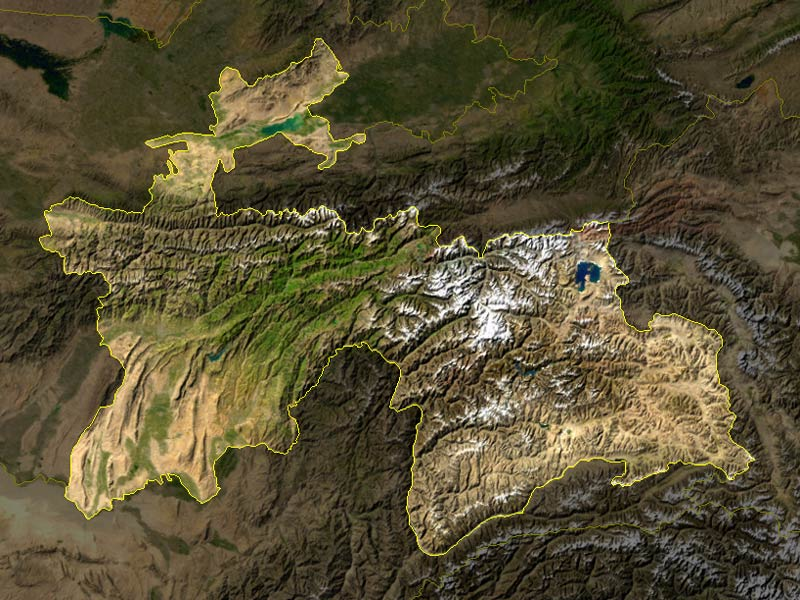
Супутниковий знімок поверхні країни
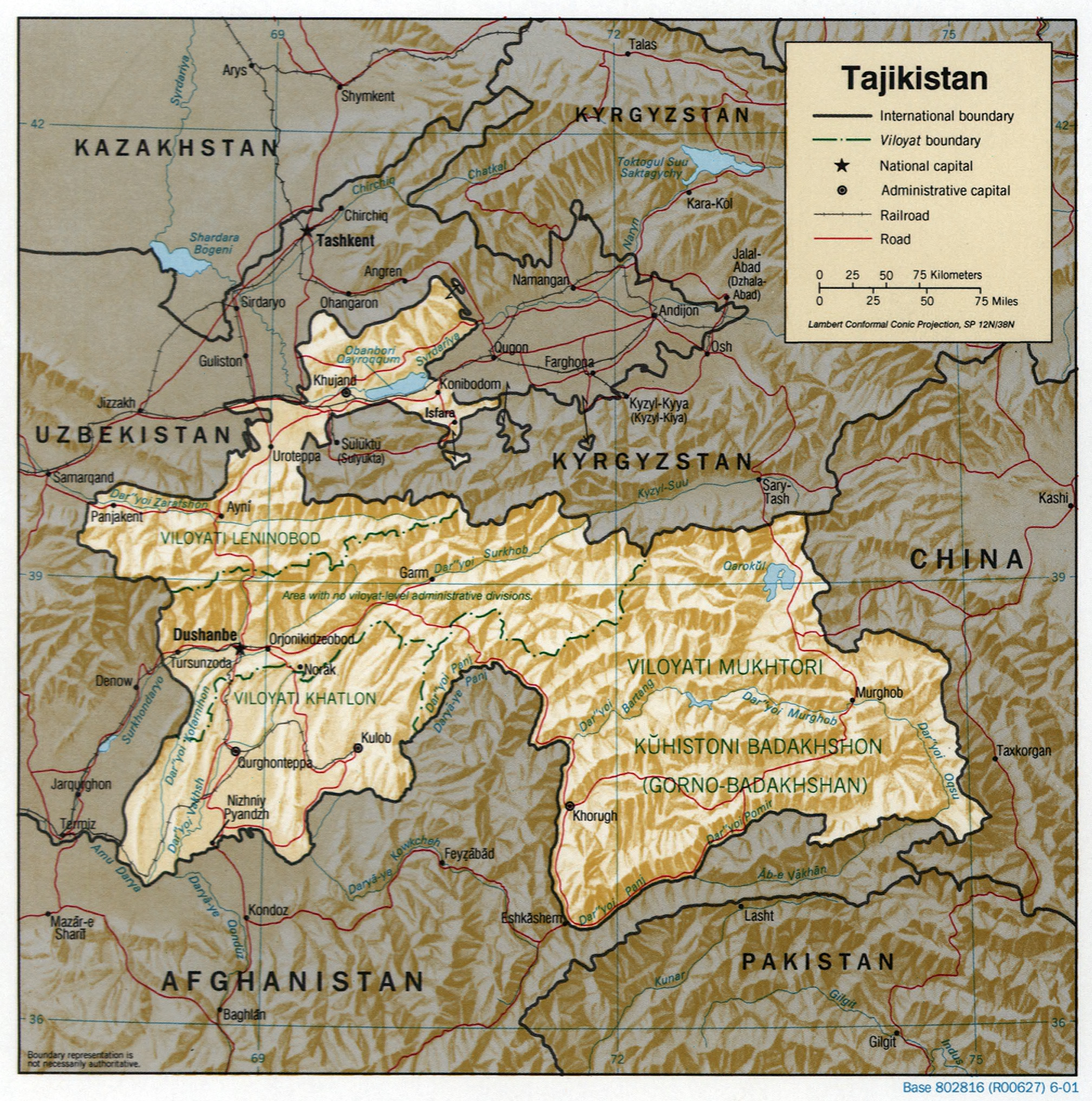
Карта країни (англ.)

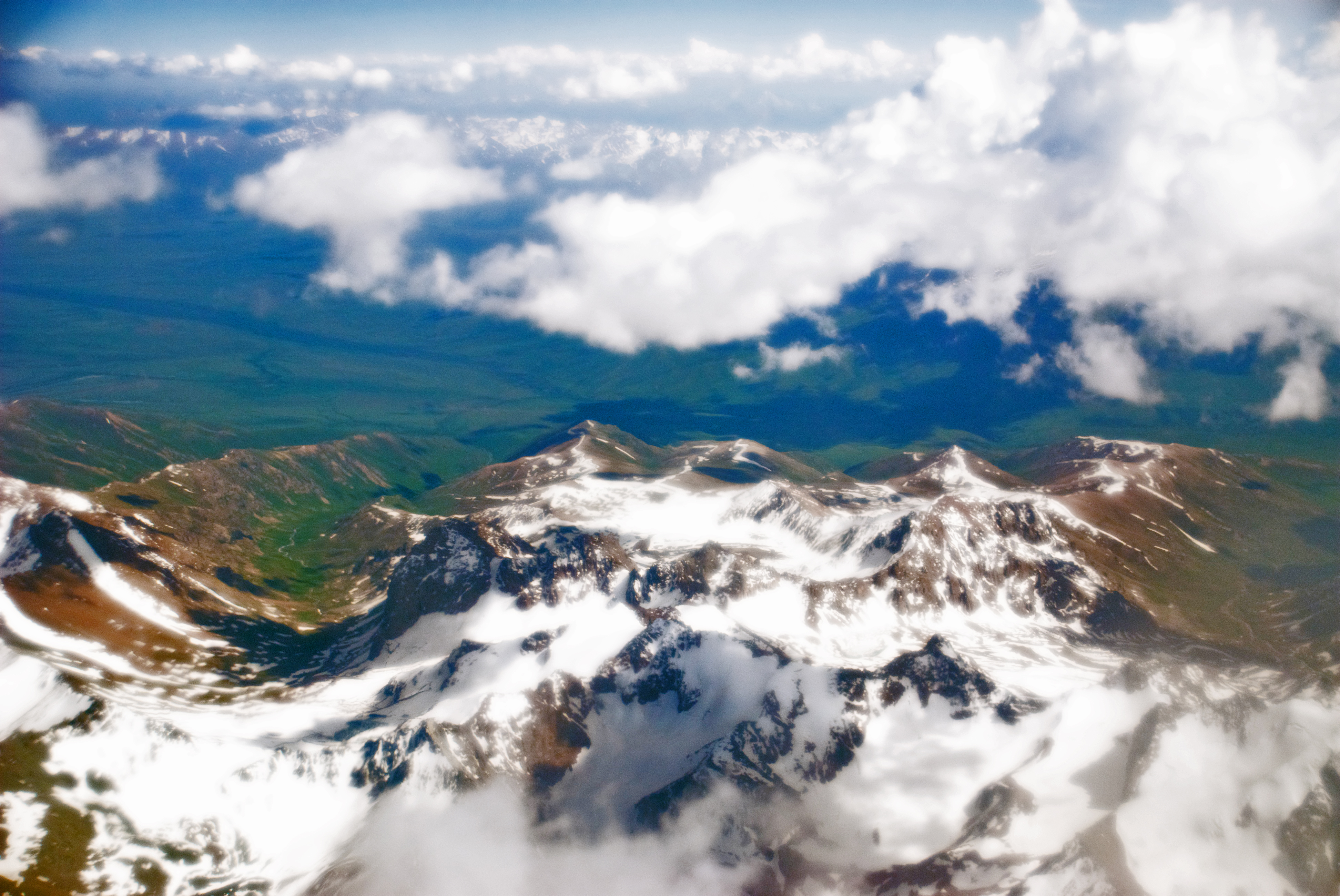
Відроги Паміру
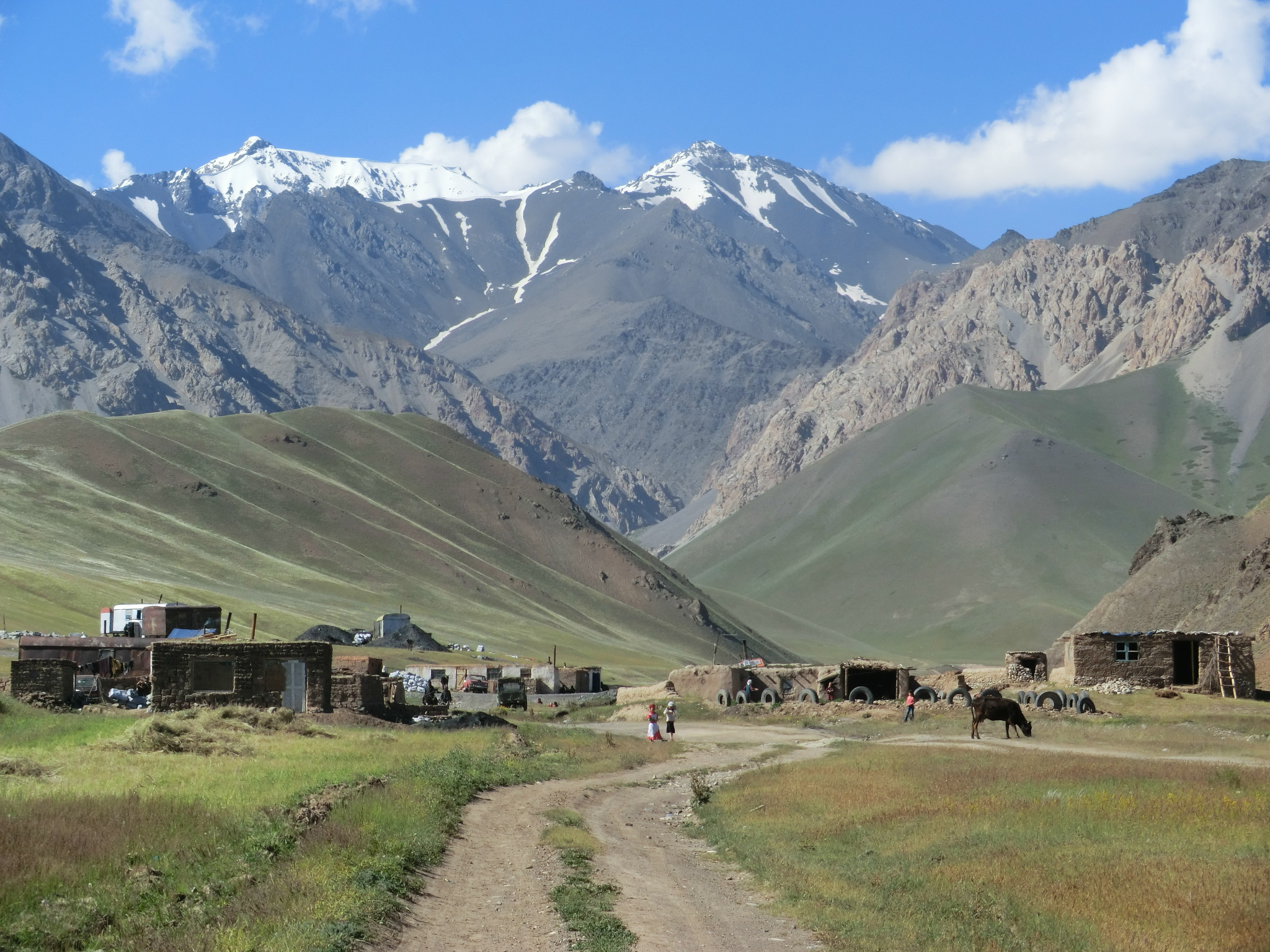
Паміро-Алай
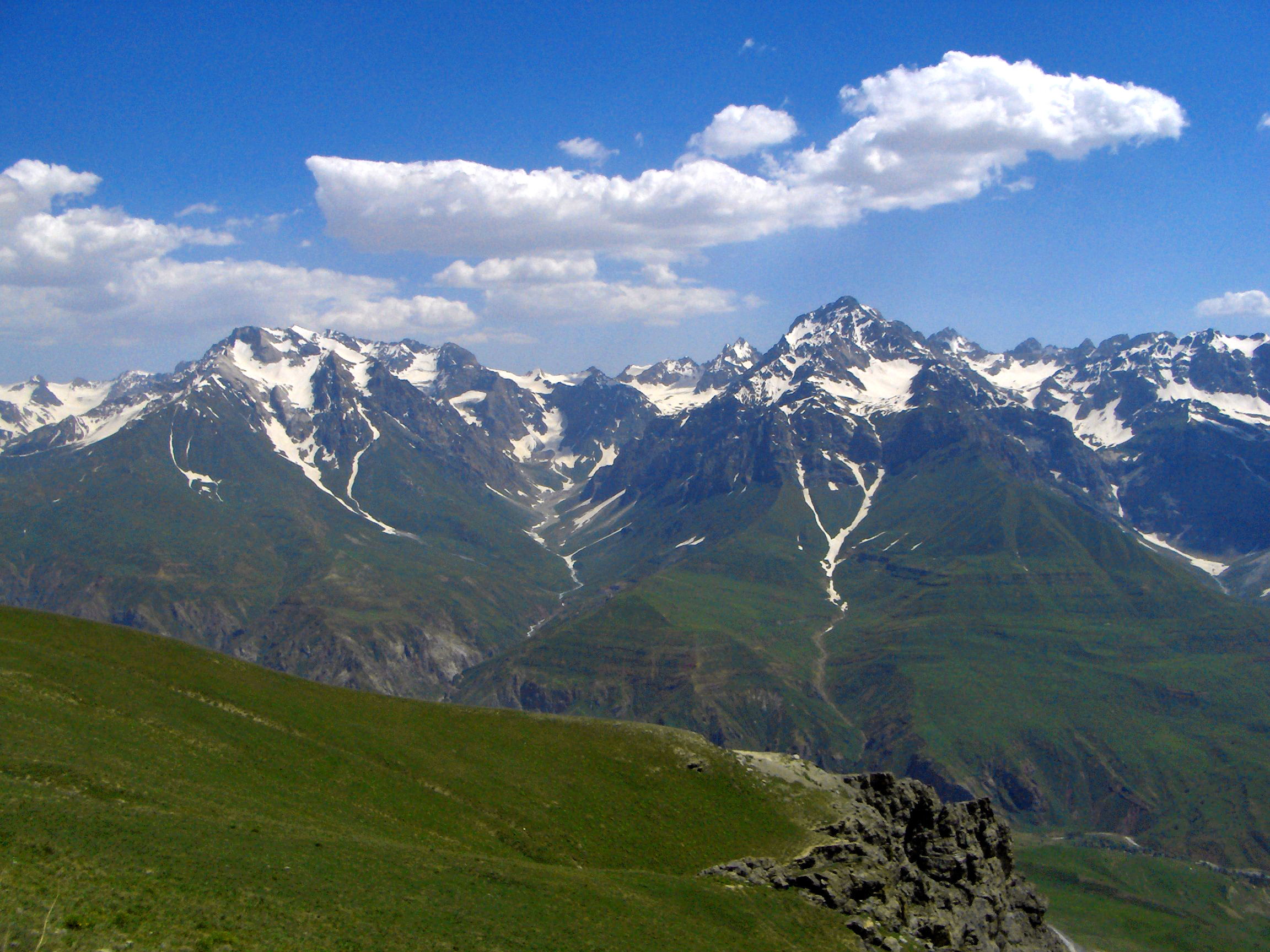
Гірський рельєф країни

## Клімат
Територія Таджикистану лежить у субтропічному кліматичному поясі. Влітку переважають тропічні повітряні маси зі спекотною посушливою погодою, взимку — помірні, що приносять прохолоду. Значні сезонні амплітуди температури повітря і розподілу атмосферних опадів, можливе випадіння снігу. Високо у горах високогірний тип субтропічного клімату.

Сонячна радіація (англ.)Сонячна радіація (англ.)
Кліматична карта Таджикистану (за Кеппеном)

Таджикистан є членом Всесвітньої метеорологічної організації (WMO), в країні ведуться систематичні спостереження за погодою.

## Внутрішні води

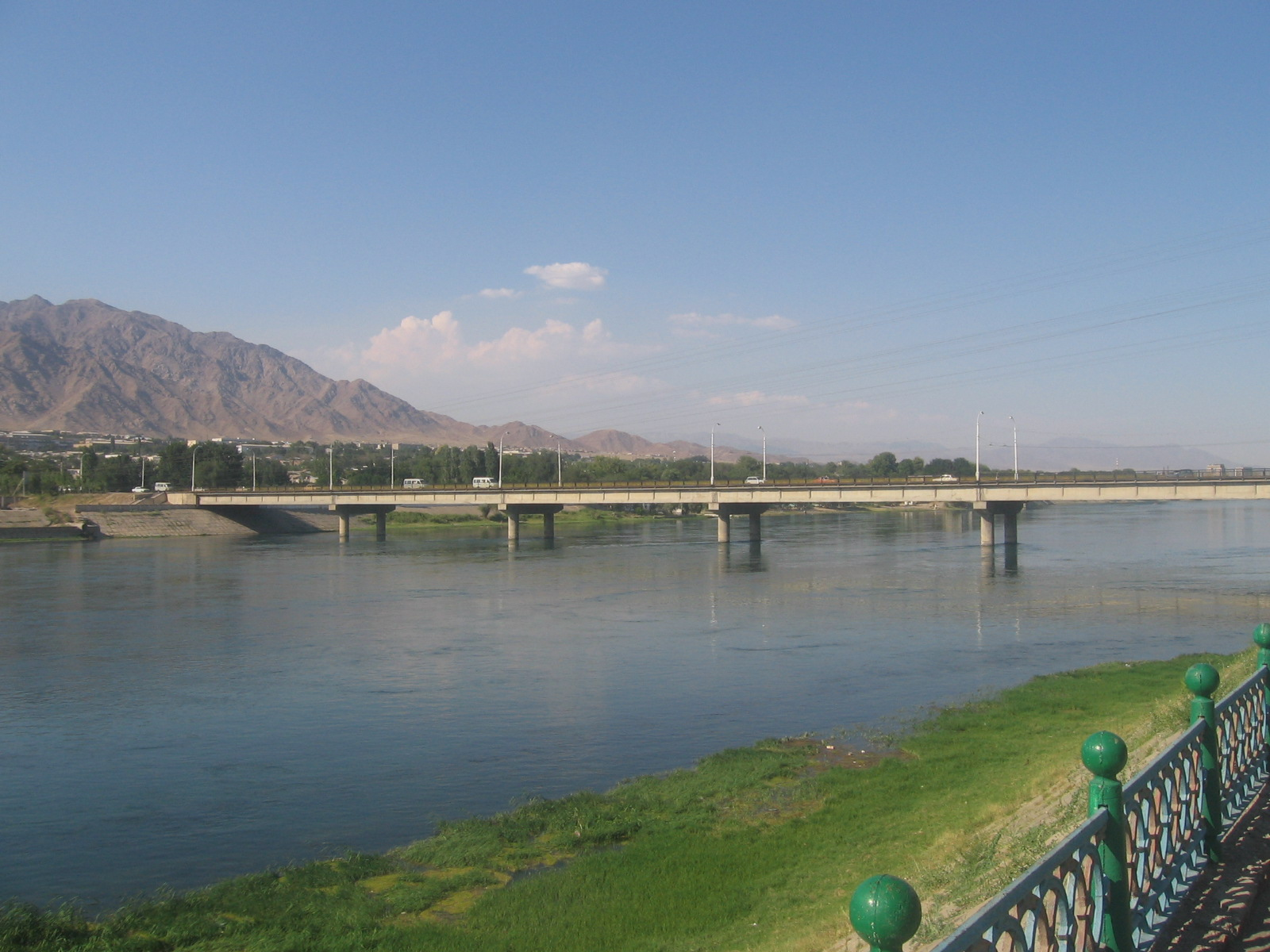
Річка Сирдар'я
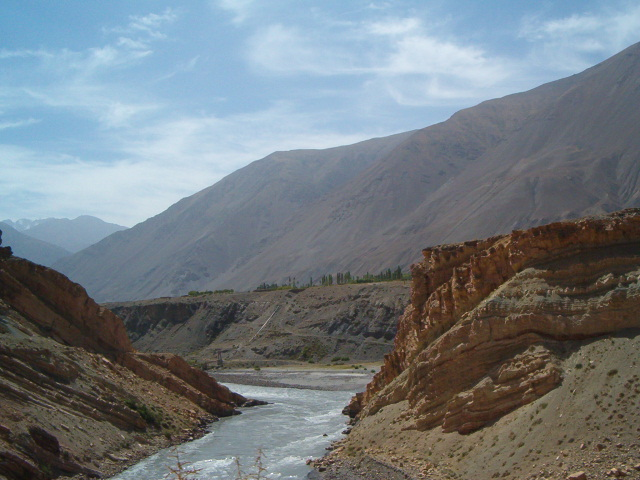
Річка Зеравшан
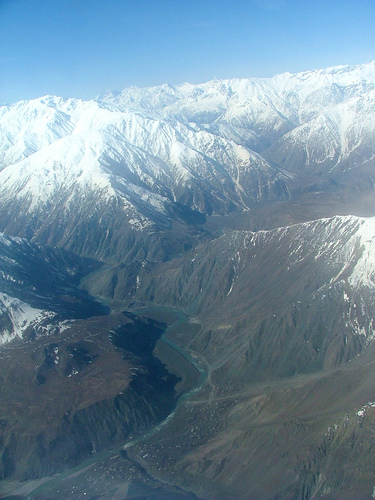
Річка Пяндж
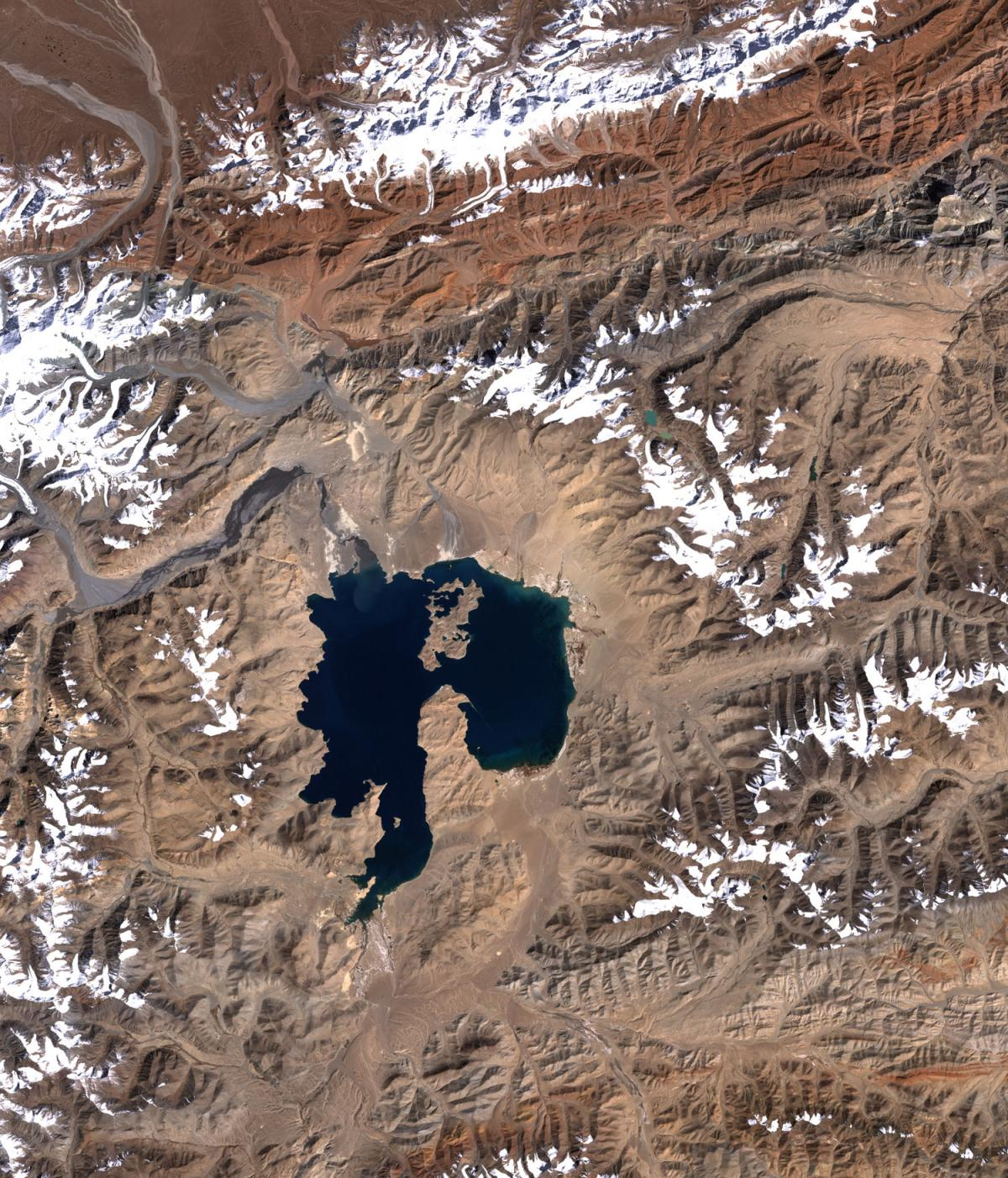
Озеро Каракуль у западині метеоритного кратера
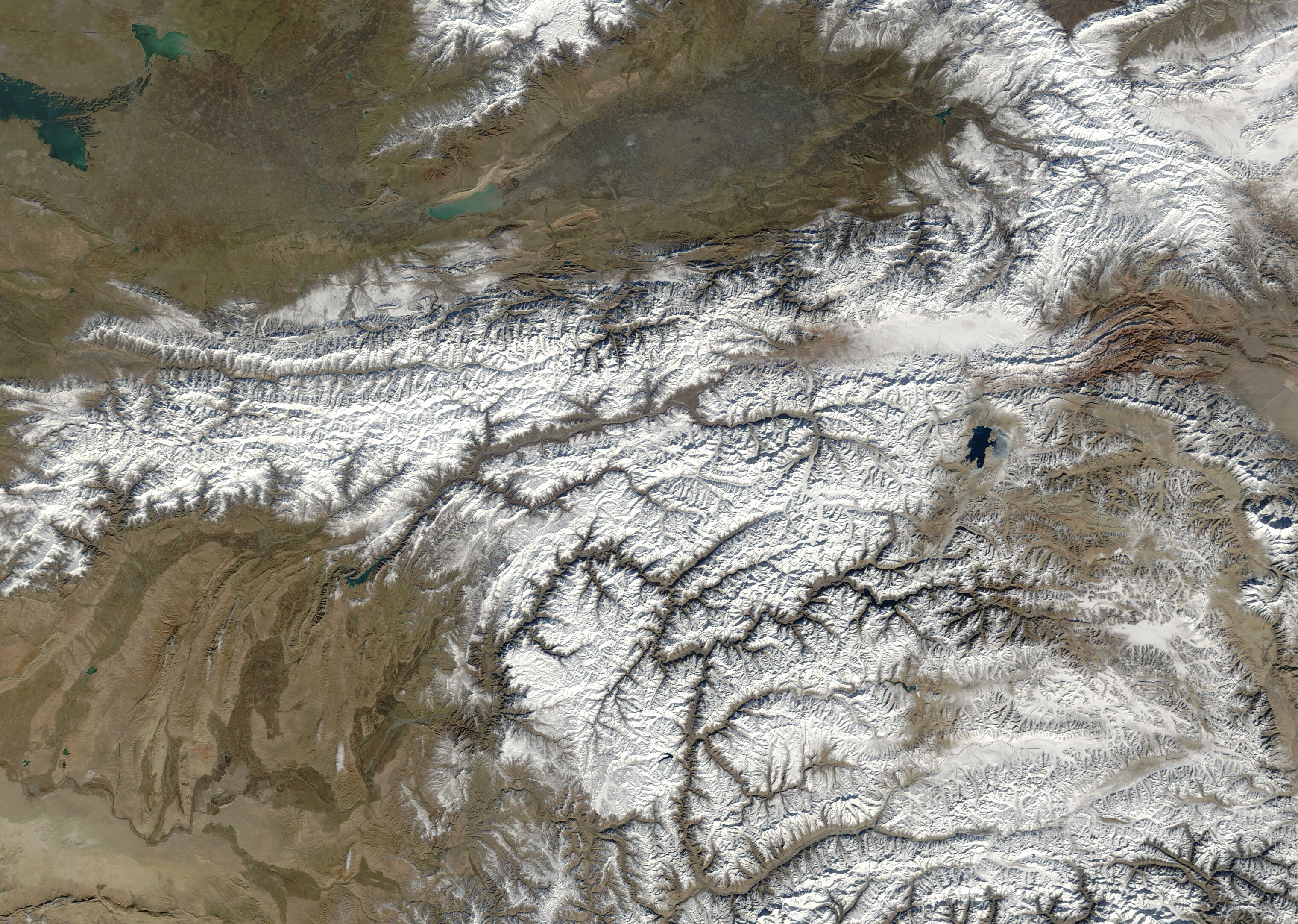
Льодовий покрив Паміру з космосу

### Річки
Річки країни належать безстічним областям Центральної Азії — басейни Амудар'ї та Сирдар'ї. Основні річки: Амудар'я і її притоки — Пяндж, Вахш, Кафірніган, Зеравшан, Сирдар'я. Загалом по території Таджикистану протікають близько 950 річок, що беруть початок загалом у горах Паміру або Гіссаро-Алаю, що належать переважно до басейну Амудар'ї (в тому числі повноводні Пяндж і Вахш). Деякі річки мають стік в Зеравшан і Сирдар'ю. Завдяки крутому падінню багатьох річок, особливо Пянджа і Вахша, Таджикистан займає друге місце в СНД (після Росії) по запасах гідроенергоресурсів.

### Озера
Більшість озер розташована на Памірі і в Гіссаро-Алаї. Озера тектонічного походження. Найбільші озера — Каракуль, Сарезьке озеро, Іскандеркуль, для зрошування полів були створені водосховища — Кайраккумське водосховище, Нурекське водосховище (також для виробництва електроенергії), Мумінабадське водосховище та Сельбурунське водосховище.

### Льодовики
Вічні сніги і льодовики займають близько 8000 км². У Таджикистані нараховується понад тисячу гірських льодовиків. Найбільші льодовики: Федченка — площа 650 км², довжина близько 70 км; Грумм-Гржимайло площею близько 140 км².

## Тваринний світ
За зоогеографічним районуванням світу країна належить до Нагірно-Азійської провінції Центральноазійської підобласті Голарктичної області. Таджикистан — переважно гірська країна. Тому на більшій частині території в розміщенні тваринних угруповань ярко проявляється явище висотної поясності. Основу тваринного населення країни становлять інтразональні серії тваринних угруповань, характерні для гір субтропічного кліматичного поясу. Інтразональні долинно-річкові тваринні угруповання відіграють у тваринному населенні регіону незначну роль. Зональними в Таджикистані є напівпустельні (сухостепові) і пустельні угруповання тварин, поширені в південних районах. Домінуючими в зональних угрупованнях є ксерофільні та  ультраксерофільні групи та види тварин.

## Стихійні природні явища
На території країни спостерігаються небезпечні природні явища і стихійні лиха: землетруси; повіді.

## Природні ресурси

### Мінеральні ресурси
Надра Таджикистан багаті на ряд корисних копалин: нафту, уранові руди, ртуть, буре вугілля, свинець, цинк, сурма, вольфрам, срібло, золото.

### Водні ресурси
Загальні запаси відновлюваних водних ресурсів (ґрунтові і поверхневі прісні води) становлять 21,91 км³. Станом на 2012 рік в країні налічувалось 7420 км² зрошуваних земель.

### Земельні ресурси
Земельні ресурси Таджикистану (оцінка 2011 року):
- придатні для сільськогосподарського обробітку землі — 34,7 %,
  - орні землі — 6,1 %,
  - багаторічні насадження — 0,9 %,
  - землі, що постійно використовуються під пасовища — 27,7 %;
- землі, зайняті лісами і чагарниками — 2,9 %;
- інше — 62,4 %[1].

## Охорона природи
Серед екологічних проблем варто відзначити:
- низький загальний рівень санітарії;
- засолення ґрунтів;
- забруднення від промислових підприємств;
- надлишкове використання пестицидів.

Таджикистан є учасником ряду міжнародних угод з охорони навколишнього середовища:
- Конвенції про біологічне різноманіття (CBD),
- Рамкової конвенції ООН про зміну клімату (UNFCCC),
- Кіотського протоколу до Рамкової конвенції,
- Конвенції ООН про боротьбу з опустелюванням (UNCCD),
- Конвенції про заборону військового впливу на природне середовище (ENMOD),
- Монреальського протоколу з охорони озонового шару,
- Рамсарської конвенції із захисту водно-болотних угідь[12].

## Фізико-географічне районування
У фізико-географічному відношенні територію Таджикистану можна розділити на _ райони, що відрізняються один від одного рельєфом, кліматом, рослинним покривом: .

### Українською
- Атлас світу / голов. ред. І. С. Руденко ; зав. ред. В. В. Радченко ; відп. ред. О. В. Вакуленко. — К. : ДНВП «Картографія», 2005. — 336 с. — ISBN 9666315467.
- Атлас. 7 клас. Географія материків і океанів / Укладачі О. Я. Скуратович, Н. І. Чанцева. — К. : ДНВП «Картографія», 2014.
- Барановська О. В. Фізична географія материків і океанів : навч. посіб. для студентів ВНЗ : [у 2 ч.]. — Н. : Ніжинський державний університет ім. Миколи Гоголя, 2013. — 306 с. — ISBN 978-617-527-106-3.
- Бєлозоров С. Т. Географія материків. — К. : Вища школа, 1971. — 371 с.
- Гілецький Й. Р. Природні ресурси світу : Навч. посібник. — Львів : Світ, 2004. — 304 с. — ISBN 966-603-307-0
- Дубович І. А. Країнознавчий словник-довідник. — 5-те вид., перероб. і доп. — К. : Знання, 2008. — 839 с. — ISBN 978-966-346-330-8.
- Заставецький Ю. С. Регіональна фізична географія світу : Навч. посібник. — Львів : Світ, 2000. — 480 с.
- Кукурудза С. І. Біогеографія : Підручник. — Львів : Вид-во ЛГУ ім. Івана Франка, 2006 — 504 с. — ISBN 966-613-502-7
- Палієнко В. І., Шищенко П. Г., Бойко В. М. Фізична географія світу : Навч. посібник. — К. : КНУ ім.  Т. Шевченка, 2016. — 246 с. — ISBN 978-966-439-918-1
- Панасенко Б. Д. Фізична географія материків : навч. посіб. : в 2 ч. — В. : ЕкоБізнесЦентр, 1999. — 200 с.
- Пузанов І. І. Зоогеографія : Підручник. — Київ—Львів : Рад. школа, 1949. — 504 с.
- Таджикистан // Гірничий енциклопедичний словник : [у 3-х тт.] / за ред. В. С. Білецького. — Д. : Східний видавничий дім, 2004. — Т. 3. — 752 с. — ISBN 966-7804-78-X.
- Фізична географія материків та океанів : підруч. для студ. вищ. навч. закл. : у 2 т / за ред. П. Г. Шищенка. — К. : Видавництво Київського нац. ун-т ім. Т. Шевченка, 2009. — Т. 1. : Азія. — 643 с. — ISBN 978-966-439-257-7.
- Юрківський В. М. Регіональна економічна і соціальна географія. Зарубіжні країни: Підручник. — 2-ге. — К. : Либідь, 2001. — 416 с. — ISBN 966-06-0092-5.

### Англійською
- (англ.) Graham Bateman. The Encyclopedia of World Geography. — Andromeda, 2002. — 288 с. — ISBN 1871869587.

### Російською
- (рос.) Авакян А. Б., Салтанкин В. П., Шарапов В. А. Водохранилища. — М. : Мысль, 1987. — 326 с. — (Природа мира)
- (рос.) Алисов Б. П., Берлин И. А., Михель В. М. Курс климатологии [в 3-х тт.] / под. ред. Е. С. Рубинштейна. — Л. : Гидрометиздат, 1954. — Т. 3. Климаты земного шара. — 320 с.
- (рос.) Апродов В. А. Зоны землетрясений. — М. : Мысль, 2010. — 462 с. — (Природа мира) — ISBN 978-5-244-01122-7.
- (рос.) Бабаев А. Г., Зонн И. С., Дроздов Н. Н., Фрейкин З. Г. Пустыни. — М.  : Мысль, 1986. — 320 с. — (Природа мира)
- (рос.) Букштынов А. Д., Грошев Б. И., Крылов Г. В. Леса. — М. : Мысль, 1981. — 316 с. — (Природа мира)
- (рос.) Власова Т. В. Физическая география материков. С прилегающими частями океанов. Евразия, Северная Америка. — 4-е, перераб. — М. : Просвещение, 1986. — 417 с.
- (рос.) Гвоздецкий Н. А. Карст. — М. : Мысль, 1981. — 214 с. — (Природа мира)
- (рос.) Гвоздецкий Н. А., Голубчиков Ю. Н. Горы. — М. : Мысль, 1987. — 400 с. — (Природа мира)
- (рос.) Долгушин Л. Д., Осипова Г. Б. Ледники. — М. : Мысль, 1989. — 448 с. — (Природа мира) — ISBN 5-244-00315-1.
- (рос.) Географический энциклопедический словарь: географические названия / под. ред. А. Ф. Трёшникова. — 2-е изд., доп. — М. : Советская энциклопедия, 1989. — 585 с. — ISBN 5-85270-057-6.
- (рос.) Дроздов Н. Н., Мяло Е. Г. Биогеография мира : Учебник. — М. : Высшая школа, 1985. — 272 с.
- (рос.) Исаченко А. Г., Шляпников А. А. Ландшафты. — М. : Мысль, 1989. — 504 с. — (Природа мира) — ISBN 5-244-00177-9.
- (рос.) Словарь современных географических названий / под общей редакцией акад. В. М. Котлякова. — Екатеринбург : У-Фактория, 2006.
- (рос.) Лобова Е. В., Хабаров А. В. Почвы. — М. : Мысль, 1983. — 304 с. — (Природа мира)
- (рос.) Максаковский В. П. Географическая картина мира. Книга I: Общая характеристика мира. — М. : Дрофа, 2008. — 495 с. — ISBN 978-5-358-05275-8.
- (рос.) Максаковский В. П. Географическая картина мира. Книга II: Региональная характеристика мира. — М. : Дрофа, 2009. — 480 с. — ISBN 978-5-358-06280-1.
- (рос.) Таджикистан // Поспелов Е. М. Топонимический словарь. — М. : АСТ, 2005. — 229 с. — ISBN 5-17-016407-6.
- (рос.) Пфеффер П. Азия. — М. : Прогресс, 1982. — 316 с. — (Континенты, на которых мы живем)
- (рос.) География / под ред. проф. А. П. Горкина. — М. : Росмэн-Пресс, 2006. — 624 с. — (Современная иллюстрированная энциклопедия) — ISBN 5-353-02443-5.
- (рос.) Физико-географический атлас мира. — М. : Академия наук СССР и Главное управление геодезии и картографии ГУГК СССР, 1964. — 298 с.
- (рос.) Энциклопедия стран мира / глав. ред. Н. А. Симония. — М. : НПО «Экономика» РАН, отделение общественных наук, 2004. — 1319 с. — ISBN 5-282-02318-0.